# Teen Choice Awards 2006
Die siebte Verleihung der Teen Choice Awards fand am 20. August 2006, unter der Moderation von Jessica Simpson, in Los Angeles statt.

## Movies - Choice Actor: Drama/Action Adventure
- Pirates of the Caribbean – Fluch der Karibik 2 (2006) - Johnny Depp
  - L.A. Crash (2004/I) - Terrence Howard 
auch für Hustle & Flow (2005).
  - L.A. Crash (2004/I) - Ludacris 
auch für Hustle & Flow (2005).
  - Mission: Impossible III (2006) - Tom Cruise
  - Pirates of the Caribbean – Fluch der Karibik 2 (2006) - Orlando Bloom
  - X-Men: Der letzte Widerstand (2006) - Hugh Jackman

## Movies - Choice Actor: Comedy
- Charlie und die Schokoladenfabrik (2005) - Johnny Depp
  - Trennung mit Hindernissen (2006) - Vince Vaughn
  - Click (2006/I) - Adam Sandler (I)
  - Dick und Jane (2005) - Jim Carrey
  - Solange du da bist (2005) - Jon Heder (I) 
auch für The Benchwarmers (2006).
  - Nacho Libre (2006) - Jack Black (I)

## Movies - Choice Actress: Drama/Action Adventure
- Walk the Line (2005) - Reese Witherspoon
  - Fantastic Four (2005) - Jessica Alba
  - Mission: Impossible III (2006) - Keri Russell
  - Stolz und Vorurteil (2005) - Keira Knightley 
auch für Pirates of the Caribbean: Dead Man's Chest (2006).
  - V wie Vendetta (2005) - Natalie Portman
  - X-Men: Der letzte Widerstand (2006) - Halle Berry

## Movies - Choice Actress: Comedy
- Die Hochzeits-Crasher (2005) - Rachel McAdams 
auch für Die Familie Stone – Verloben verboten! (2005). 
  - Trennung mit Hindernissen (2006) - Jennifer Aniston
  - Zum Ausziehen verführt (2006) - Sarah Jessica Parker
  - Zum Glück geküsst (2006) - Lindsay Lohan
  - Noch einmal Ferien (2006) - Queen Latifah
  - The Perfect Man (2005) - Hilary Duff

auch für Im Dutzend billiger 2 – Zwei Väter drehen durch (2005).

## Movies - Choice Breakout (Weiblich)
- Ein Duke kommt selten allein (2005) - Jessica Simpson (I)
  - Aquamarin (2006) - Joanna 'JoJo' Levesque
  - Der Teufel trägt Prada (2006) - Emily Blunt
  - Dance! Jeder Traum beginnt mit dem ersten Schritt (2006) - Yaya DaCosta
  - Waist Deep (2006) - Meagan Good
  - Die Hochzeits-Crasher (2005) - Isla Fisher

## Choice Summer Movie: Drama/Action-Adventure
- Pirates of the Caribbean – Fluch der Karibik 2 (2006)
  - The Fast and the Furious: Tokyo Drift (2006)
  - Miami Vice (2006)
  - Superman Returns (2006)
  - X-Men: Der letzte Widerstand (2006)

## Choice Summer Series
- "So You Think You Can Dance" (2005)
  - "America’s Got Talent" (2006)
  - "Big Brother" (2000/II) 
Big Brother All-Stars.
  - "Entourage" (2004)
  - "Kyle XY" (2006)
  - "Rock Star: Supernova" (2006)

## Movies - Choice Chick Flick
- Solange du da bist (2005)
  - Aquamarin (2006)
  - Zum Ausziehen verführt (2006)
  - Zum Glück geküsst (2006)
  - Das Haus am See (2006)
  - Noch einmal Ferien (2006)

## Movies - Choice Action Adventure
- Pirates of the Caribbean – Fluch der Karibik 2 (2006)
  - King Kong (2005)
  - Mission: Impossible III (2006)
  - Superman Returns (2006)
  - V wie Vendetta (2005)
  - X-Men: Der letzte Widerstand (2006)

## Movies - Choice Breakout (Männlich)
- She’s the Man – Voll mein Typ (2006) - Channing Tatum
  - The Fast and the Furious: Tokyo Drift (2006) - Lucas Black (II)
  - Get Rich or Die Tryin’ (2005) - 50 Cent
  - Goal! (2005) - Kuno Becker
  - Nacho Libre (2006) - Héctor Jiménez
  - Superman Returns (2006) - Brandon Routh

## Movies - Choice Sleazebag
- Pirates of the Caribbean – Fluch der Karibik 2 (2006) - Bill Nighy
  - Der Teufel trägt Prada (2006) - Meryl Streep
  - King Kong (2005) - Jack Black (I)
  - Red Eye (2005) - Cillian Murphy 
auch für Batman Begins (2005).
  - Superman Returns (2006) - Kevin Spacey
  - X-Men: Der letzte Widerstand (2006) - Ian McKellen 
auch für The Da Vinci Code – Sakrileg (2006).

## Movies - Choice Hissy Fit
- Pirates of the Caribbean – Fluch der Karibik 2 (2006) - Keira Knightley
  - Klick (2006/I) - Adam Sandler (I)
  - Wild X-Mas (2005) - Anna Faris
  - Zum Glück geküsst (2006) - Lindsay Lohan
  - King Kong (2005) - King Kong
  - Die Hochzeits-Crasher (2005) - Isla Fisher

## Movie - Choice Rumble
- Pirates of the Caribbean – Fluch der Karibik 2 (2006) - Orlando Bloom; Jack Davenport 
Will Turner vs. Commodore. 
  - The Benchwarmers (2006) - Jon Heder (I) 
Clark vs. Karl's Auto Body.
  - King Kong (2005) 
King Kong vs. T-Rex.
  - Nacho Libre (2006) - Jack Black (I); Cesar Gonzalez (I) 
Nacho Libre vs. Ramses.
  - Superman Returns (2006) - Brandon Routh 
Superman vs. Flugzeug.
  - X-Men: Der letzte Widerstand (2006) 
The X-Men vs. Magneto's Brotherhood.

## Choice Summer Movie: Comedy
- Ricky Bobby – König der Rennfahrer (2006)
  - Klick (2006/I)
  - Der Teufel trägt Prada (2006)
  - Rache ist sexy (2006)
  - Little Man (2006/I)
  - Ich, Du und der Andere (2006)

## Movies - Choice Chemistry
- Trennung mit Hindernissen (2006) - Jennifer Aniston; Vince Vaughn
  - The Benchwarmers (2006) - David Spade; Jon Heder (I); Rob Schneider (I)
  - Klick (2006/I) - Kate Beckinsale; Adam Sandler (I)
  - Der Teufel trägt Prada (2006) - Meryl Streep; Anne Hathaway (I)
  - Nacho Libre (2006) - Héctor Jiménez; Jack Black (I)
  - Superman Returns (2006) - Kate Bosworth; Brandon Routh

## Choice Comedian
- Adam Sandler (I)
  - Jack Black (I)
  - Jim Carrey
  - Dane Cook
  - Rachel Dratch
  - Chris Rock (I)

## Movies - Choice Comedy
- She’s the Man – Voll mein Typ (2006)
  - The Benchwarmers (2006)
  - Trennung mit Hindernissen (2006)
  - Klick (2006/I)
  - Nacho Libre (2006)
  - Scary Movie 4 (2006)

## Movies - Choice Drama
- Harry Potter und der Feuerkelch  (2005)
  - Flightplan – Ohne jede Spur (2005)
  - Goal! (2005)
  - Stolz und Vorurteil (2005)
  - Dance! Jeder Traum beginnt mit dem ersten Schritt (2006)
  - Walk the Line (2005)

## Movies - Choice Thriller
- Red Eye (2005)
  - Dance! Jeder Traum beginnt mit dem ersten Schritt (2005)
  - Hostel (2005)
  - Das Omen (2006)
  - Saw II (2005)
  - Silent Hill (2006)

## Movies - Choice Scream
- Pirates of the Caribbean – Fluch der Karibik 2 (2006) - Keira Knightley
  - Der Fluch der Betsy Bell (2005) - Rachel Hurd-Wood
  - Hostel (2005) - Jay Hernández (I)
  - Das Omen (2006) - Julia Stiles
  - Red Eye (2005) - Rachel McAdams
  - Saw II (2005) - Donnie Wahlberg

## Movies - Choice Liplock
- Das Haus am See (2006) - Sandra Bullock; Keanu Reeves
  - Wild X-Mas (2005) - Anna Faris; Chris Marquette
  - Noch einmal Ferien (2006) - Queen Latifah; LL Cool J
  - She’s the Man – Voll mein Typ (2006) - Amanda Bynes; Channing Tatum
  - Die Hochzeits-Crasher (2005) - Rachel McAdams; Owen Wilson (I)
  - X-Men: Der letzte Widerstand (2006) - Famke Janssen; Hugh Jackman

## TV - Choice Actor: Drama/Action Adventure
- "O.C., California" (2003) - Adam Brody (I)
  - "24" (2001) - Kiefer Sutherland
  - "Grey’s Anatomy" (2005) - Patrick Dempsey (I)
  - "Lost" (2004) - Matthew Fox
  - "One Tree Hill" (2003) - Chad Michael Murray
  - "Smallville" (2001) - Tom Welling

## TV - Choice Actor: Comedy
- "Die wilden Siebziger" (1998) - Wilmer Valderrama
  - "Alle hassen Chris" (2005) - Tyler James Williams
  - "My Name Is Earl" (2005) - Jason Lee (I)
  - "The Office" (2005) - Steve Carell
  - "Scrubs – Die Anfänger" (2001) - Zach Braff
  - "Familienstreit de Luxe" (2005) - Michael Rapaport (I)

## TV - Choice Actor
- "Desperate Housewives" (2004) - James Denton
  - "24" (2001) - Kiefer Sutherland
  - "Bones – Die Knochenjägerin" (2005) - David Boreanaz
  - "CSI: Den Tätern auf der Spur" (2000) - George Eads
  - "Dr. House" (2004) - Hugh Laurie
  - "Prison Break" (2005) - Wentworth Miller

## TV - Choice Actress: Drama/Action Adventure
- "O.C., California" (2003) - Rachel Bilson
  - "Grey’s Anatomy" (2005) - Katherine Heigl
  - "Lost" (2004) - Evangeline Lilly
  - "One Tree Hill" (2003) - Sophia Bush
  - "Smallville" (2001) - Kristin Kreuk
  - "Veronica Mars" (2004) - Kristen Bell (I)

## TV - Choice Actress: Comedy
- "Gilmore Girls" (2000) - Alexis Bledel
  - "Desperate Housewives" (2004) - Eva Longoria
  - "Alle hassen Chris" (2005) - Tichina Arnold
  - "My Name Is Earl" (2005) - Jaime Pressly
  - "Die wilden Siebziger" (1998) - Mila Kunis
  - "That's So Raven" (2003) - Raven (VII)

## TV - Choice Actress
- "O.C., California" (2003) - Mischa Barton
  - "Alias – Die Agentin" (2001) - Jennifer Garner (I)
  - "Charmed – Zauberhafte Hexen" (1998) - Alyssa Milano
  - "Desperate Housewives" (2004) - Teri Hatcher
  - "Grey’s Anatomy" (2005) - Ellen Pompeo
  - "Will & Grace" (1998) - Debra Messing

## TV - Choice Comedy/Musical Show
- "High School Musical" (2006) (TV)
  - "Desperate Housewives" (2004)
  - "Alle hassen Chris" (2005)
  - "Gilmore Girls" (2000)
  - "My Name Is Earl" (2005)
  - "Familienstreit de Luxe" (2005)

## TV - Choice Breakout Show
- "So You Think You Can Dance" (2005)
  - "Alle hassen Chris" (2005)
  - "Ghost Whisperer – Stimmen aus dem Jenseits" (2005)
  - "Prison Break" (2005)
  - "Supernatural" (2005)
  - "Yo Momma" (2006)

## TV - Choice Animated Show
- "Family Guy" (1999)
  - "American Dad" (2005)
  - "The Boondocks" (2005)
  - "King of the Hill" (1997)
  - "Die Simpsons" (1989)
  - "South Park" (1997)

## TV - Choice Sidekick
- "Smallville" (2001) - Allison Mack
  - "Alle hassen Chris" (2005) - Vincent Martella
  - "Lost" (2004) - Jorge Garcia (I)
  - "Prison Break" (2005) - Amaury Nolasco
  - "Scrubs – Die Anfänger" (2001) - Donald Faison
  - "Veronica Mars" (2004) - Percy Daggs III

## TV - Choice Reality Star (Weiblich)
- "The Hills" (2006) - Lauren Conrad
  - "America’s Next Top Model" (2003) - Danielle Evans (II)
  - "Dancing with the Stars" (2005/I) - Stacy Keibler
  - "Hogan Knows Best" (2005) - Brooke Hogan
  - "Laguna Beach – The Real Orange County" (2004) - Kristin Cavallari
  - "The Simple Life" (2003) - Paris Hilton

## TV - Choice Personality
- "Punk’d" (2003) - Ashton Kutcher
  - "Access Hollywood" (1996) - Maria Menounos

auch für "Today" (1952).
- - "American Idol: The Search for a Superstar" (2002) - Simon Cowell
  - "American Idol: The Search for a Superstar" (2002) - Ryan Seacrest
  - "Nick Cannon Presents: Wild 'N Out" (2005) - Nick Cannon (I)
  - "Total Request Live" (1998) - Vanessa Minnillo

auch für "Entertainment Tonight" (1981).

## TV - Choice Drama/Action Adventure Show
- "O.C., California" (2003)
  - "Grey’s Anatomy" (2005)
  - "House M.D." (2004)
  - "Lost" (2004)
  - "One Tree Hill" (2003)
  - "Smallville" (2001)

## TV - Choice Reality Star (Männlich)
- "Dancing with the Stars" (2005/I) - Drew Lachey
  - "Flavor of Love" (2006) - Flavor Flav
  - "Hogan Knows Best" (2005) - Hulk Hogan
  - "Survivor" (2000) - Aras Baskauskas

Für "Survivor: Exile Island".
- - "There & Back: Ashley Parker Angel" (2006) - Ashley Parker Angel
  - "Viva la Bam" (2003) - Bam Margera

## TV - Choice Breakout Star
- High School Musical (2006) (TV) - Zac Efron
  - "Eine himmlische Familie" (1996) - Haylie Duff
  - "Hannah Montana" (2006) - Miley Cyrus
  - "Prison Break" (2005) - Wentworth Miller
  - "Supernatural" (2005) - Jensen Ackles
  - High School Musical (2006) (TV) - Vanessa Anne Hudgens

## TV - Choice Parental Unit
- "Gilmore Girls" (2000) - Lauren Graham (I)
  - "Eine himmlische Familie" (1996) - Catherine Hicks; Stephen Collins (I)
  - "Everybody Hates Chris" (2005) - Tichina Arnold; Terry Crews (I)
  - "O.C., California" (2003) - Kelly Rowan; Peter Gallagher (I)
  - "Veronica Mars" (2004) - Enrico Colantoni
  - "The War at Home" (2005) - Anita Barone; Michael Rapaport (I)

## TV - Choice Chemistry
- High School Musical (2006) (TV) - Vanessa Anne Hudgens; Zac Efron
  - "Entourage" (2004) - Adrian Grenier; Jeremy Piven; Jerry Ferrara (I); Kevin Connolly (I); Kevin Dillon (I)
  - "Gilmore Girls" (2000) - Alexis Bledel; Matt Czuchry
  - "Grey’s Anatomy" (2005) - Alle Ärzte
  - "Lost" (2004) - Evangeline Lilly; Matthew Fox; Josh Holloway
  - "Smallville" (2001) - Kristin Kreuk; Tom Welling

## TV - Choice Reality Show
- "American Idol: The Search for a Superstar" (2002)
  - "America’s Next Top Model" (2003)
  - "Beauty and the Geek" (2005)
  - "Laguna Beach – The Real Orange County" (2004)
  - "Survivor" (2000) 
für Survivor: Guatemala
  - "Yo Momma" (2006)